# Карлсхульд
Карлсхульд (нем. Karlshuld) — община в Германии, в земле Бавария. 
Подчиняется административному округу Верхняя Бавария. Входит в состав района Нойбург-Шробенхаузен.  Население составляет 5189 человек (на 31 декабря 2010 года). Занимает площадь 29,09 км².
Коммуна подразделяется на 6 сельских округов.